# Giuseppe Perini
Giuseppe Perini CM (* 13. Oktober 1929 in Vigoleno) ist ein italienischer römisch-katholischer Theologe.

## Leben
Er erwarb das Baccelleriato in Theologie am Angelicum (1953), die Promotion in Philosophie (1956) und in Sozialwissenschaften (1960) im selben Athenaeum. Am 5. Juli 1953 in Piacenza zum Priester geweiht. Er lehrte als Professor für theoretische Philosophie, Geschichte der zeitgenössischen Philosophie, Soziologie am Collegium Alberoni. In sechs Studienjahren (1969–1974) führte er einen sechsmonatigen Kurs am Angelicum durch Bereich Ethik und Soziologie der Familie. Am 15. März 1967 wurde er in die Pontificia Accademia di San Tommaso d’Aquino berufen. Er war Direktor der Zeitschrift Divus Thomas (Piacenza, 1963–1992). Er lehrte als Professor für Naturphilosophie und war verantwortlich für den Kurs Geschichte des Atheismus am Collegium Alberoni.

## Schriften (Auswahl)
- Esploriamo la società, questo nostro mondo. Piacenza 1966, id.sbn.it.
- La filosofia tomista nella cultura contemporanea. Piacenza 1968, OCLC 876254527.
- Il trattato di teologia morale fondamentale. Bologna 1996, ISBN 88-7094-245-7.
- I sacramenti. Battesimo, confermazione, eucaristia. Bologna 1999, ISBN 88-7094-361-5.